# Босняки
Босняки (боснийцы, славяне-мусульмане, муслимане; босн. Bošnjaci / Бошњаци, Muslimani / Муслимани; самоназвание — бошняки) — южнославянский народ, населяющий Боснию и Герцеговину. У слова «босниец» есть второе значение — житель Боснии и Герцеговины вне зависимости от его этнической и религиозной принадлежности. Босняки, как самостоятельный славянский народ, со своей идентичностью, упоминаются ещё во времена раннего средневековья. В сохранившихся исторических источниках, название народа впервые появляется в императорском титуле византийского императора Мануила I Комнина в 1166 году, а уже в следующем году, будущий патриарх Константинопольский Михаил III, тоже упомянет босняков в качестве народа, жившего под властью византийев. В документах Дубровницкой республики 1376 и 1454 годов о торговле с боснийскими землями, босняки, наряду с влахами, упоминаются как народ Боснии. 
Босняки исповедовали особый вид христианства, отличный от католической и православной веры. Он известен нам под названием Боснийская церковь. После завоевания Боснии османскими войсками, босняки всеобще приняли ислам.
В советской историографии было принято считать, что босняки возникли в результате обращения в ислам южных славян (в основном сербов и хорватов) Боснии, когда она находилась в составе Османской империи, однако некоторые историки считают это утверждение ошибочным.
В переписях населения Югославии в 1960-е и 1970-е годы вместо термина «боснийцы» употреблялся термин «славяне-мусульмане».
Численность в Боснии и Герцеговине — 1,9 млн человек. Живут также в Германии (283 тыс. человек), Сербии (145 тыс. человек), США (112 тыс. человек), Турции (102 тыс. человек), Словении (87 тыс. человек) и т. д. Общая численность около 3 млн человек. Среди мусульманского населения Боснии и Герцеговины в настоящее время формируется особая литературная норма, известная под названием «боснийский язык», она отличается от прочих сербохорватских литературных стандартов наличием ориентализмов и черт местных диалектов. Боснийский язык распространяется также среди славян-мусульман Сербии — в Санджаке и Косове. В быту босняки говорят главным образом на восточногерцеговинском диалекте сербохорватского языкового континуума. Большинство боснийских мусульман — сунниты.

## Название

### Самоназвание
Самоназвание этноса (с 1993 года) — «бошняки» (босн. Bošnjaci), образованное от единственного числа мужского рода слова Bošnjak. Оно происходит от имени области Босния и живших на этих землях с VI века славянах. Так, например, босняки упоминаются как первый славянский народ, появившийся на территории Византии вскоре после того, как они поселились на территории нынешней Боснии.
Среди их вождей возникли внутренние разногласия, и, когда они разделили её (Боснию) на мелкие суверенные государства, она стала легкой добычей амбиций соседних правителей
В период османского владычества босняки также называли себя «турками». На начало XXI века в быту носители боснийско-мусульманской культуры нередко называют себя «боснийцами». В Югославии мусульман Боснии долгое время не признавали национальностью, давая тем самым повод для развития шовинизма и ревизионизма среди сербов и хорватов, стремящихся ассимилировать босняков со Средних веков. Только в 1970-е годы «мусульмане» под этим названием были признаны как отдельная национальность. В научной литературе они фигурировали также под названиями «мусульмане сербско-хорватского языка» и «боснийцы-мусульмане», последнее наименование до сих пор часто используется националистами в Сербии и Хорватии.
Для обозначения же всего многонационального населения Боснии и Герцеговины используется термин «боснийцы» (босн. Bosanci), от единственного числа мужского рода босн. Bosanac. Население многонациональной Герцеговины может называть себя герцеговинцами независимо от национально-религиозной принадлежности. Идея о боснийцах как о гражданской нации поддерживалась в период господства Австро-Венгрии (1878—1918).

### Название на русском языке
В современной русскоязычной литературе нет единого наименования этноса с самоназванием «бошняки». Встречаются такие наименования, как боснийцы, мусульмане, муслимане, боснийские мусульмане, боснийцы-мусульмане, боснийцы-муслимане, босняки, бошняки, босанцы, бошняни.
Согласно БРЭ, «боснийцы — 1. население Боснии и Герцеговины; 2. то же, что бошняки»; а бошняки (боснийцы, боснийские мусульмане) — «славянский народ в Боснии и Герцеговине». В Русском орфографическом словаре (РАН, Институт русского языка, 2-е изд., 2004) нет слова «бошняки», а слово «босняки» дано с пометкой как устаревшее.
В издании Института этнологии и антропологии РАН «Народы и религии мира» статья о данном этносе называется «Боснийцы-мусульмане».
В книге «Введение в славянскую филологию» (2015) данную проблему ставит А. Дуличенко: боснийцы — это всё население Боснии; босняки, бошняки — это мусульманское население Боснии (попытки введения этнонима «муслимане» он считает неудачным из-за путаницы с мусульманами), в то же время в статье чаще употребляет этноним «боснийцы-мусульмане».

## Язык
Босняки говорят на диалектах сербохорватского штокавского наречия тех областей и районов, в которых живут. К ним относятся как иекавские (екавские), так и икавские диалекты. На этих же диалектах говорят сербы, хорваты и черногорцы с тем отличием, что в их речи лексические заимствования из турецкого и других восточных языков (арабского, персидского) встречаются реже. Турцизмы чаще всего отмечаются в языке босняков в тех областях, на которые сильнее всего оказала влияние турецкая культура — это одежда, предметы домашнего обихода, пища и ремесло. В то же время в хозяйственной области (земледелие, скотоводство) турцизмов почти нет. Кроме того, значительную часть восточных заимствований в языке босняков составляет конфессиональная исламская терминология.

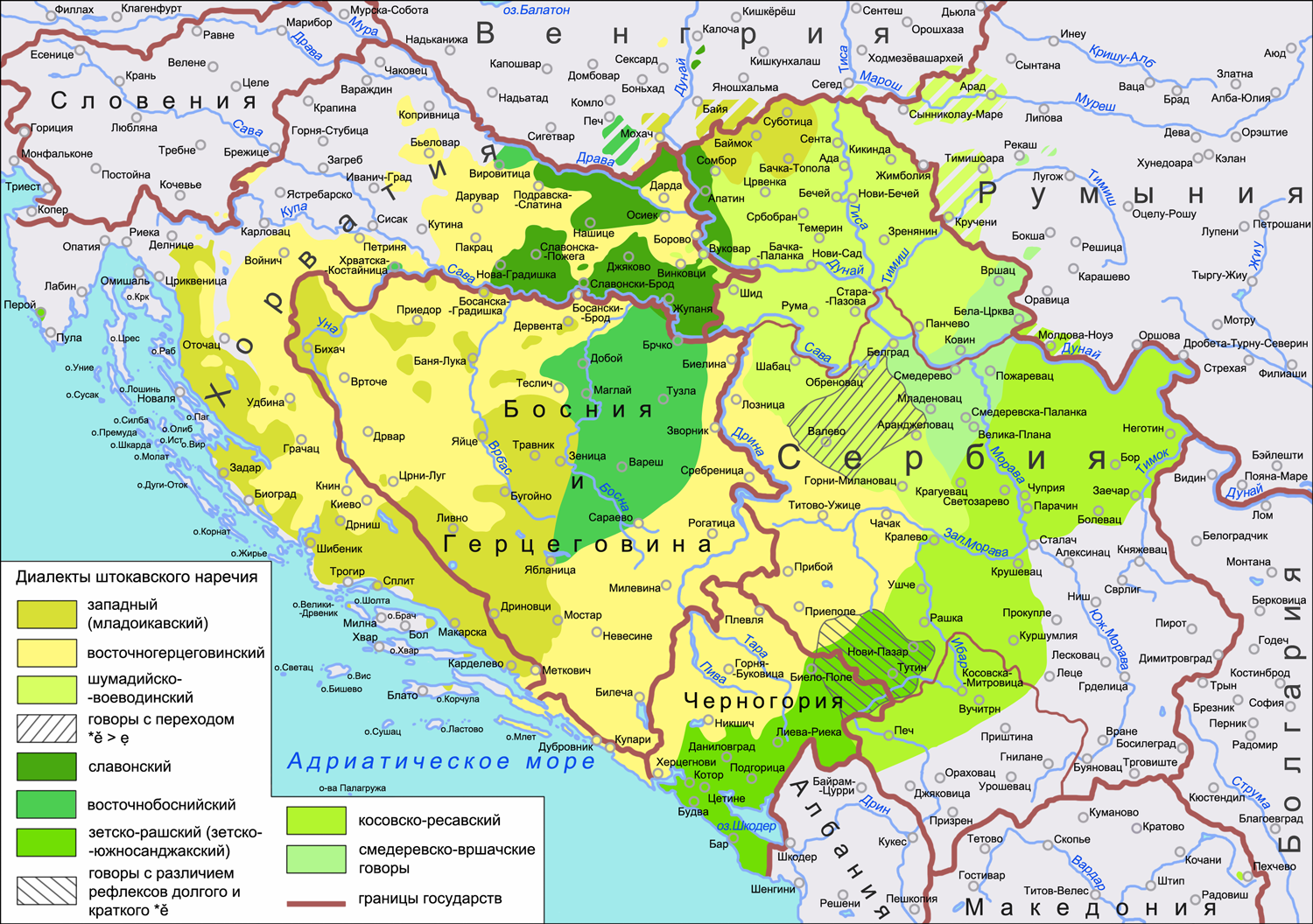
Диалекты штокавского наречия

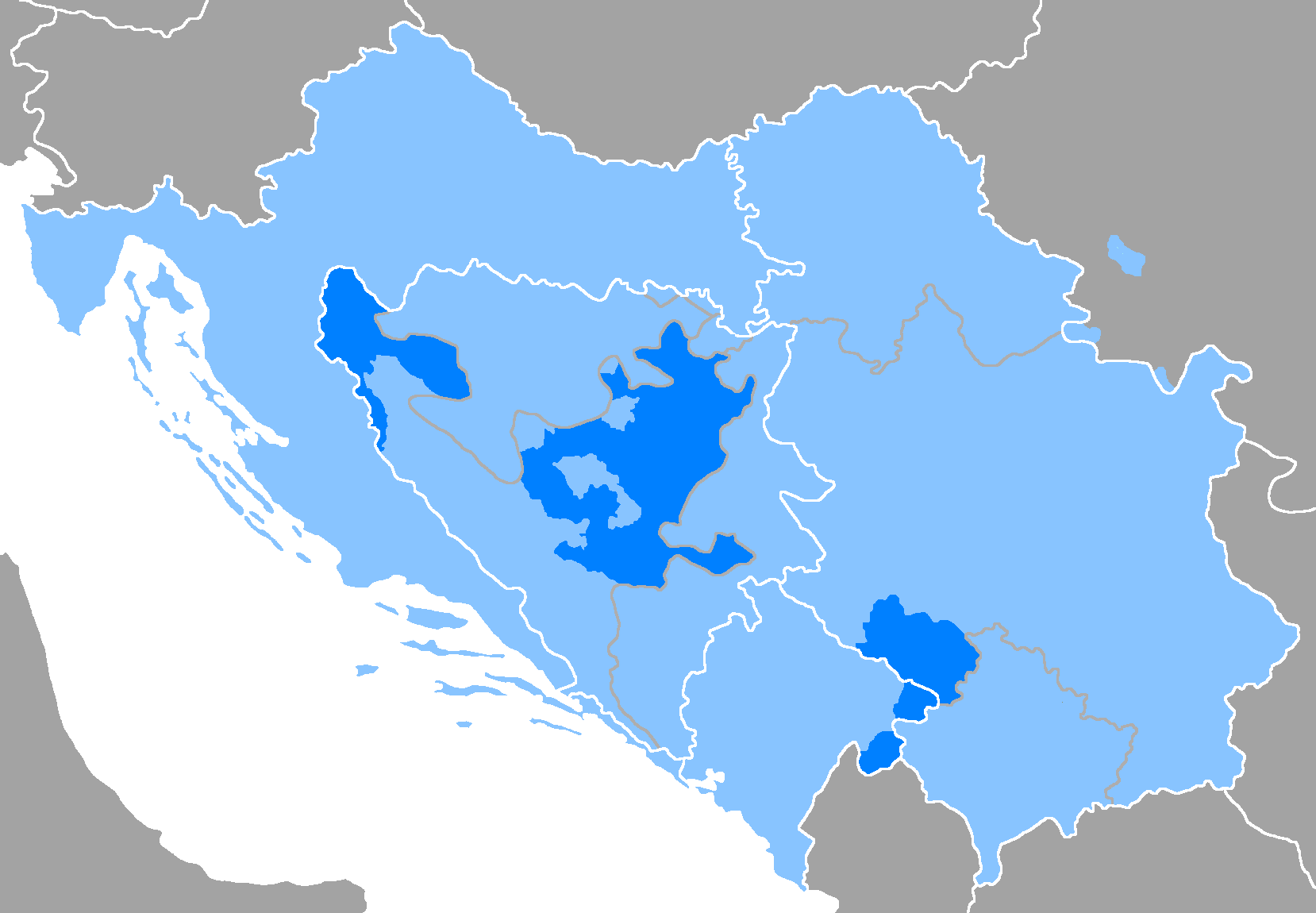
Ареал боснийского языка на территории стран бывшей Югославии

К числу диалектов, на которых говорят босняки, относят:
- младоикавский (западный) диалект (икавский ареал, на нём также говорят хорваты и небольшие группы сербов)[46];
- восточнобоснийский диалект (иекавский ареал, на нём также говорят некоторые группы хорватов и сербы в районах Озрена и Требавы, включая славянизированных влахов)[47];
- восточногерцеговинский диалект (иекавский ареал, на нём также говорят хорваты, сербы и черногорцы)[48];
- зетско-южносанджакский (зетско-ловченский) диалект (иекавский ареал, диалект мусульман Сербии и Черногории, распространённый в южных и восточных районах исторической области Санджак, на нём также говорит значительная группа черногорцев, хорваты на западе Истрии и небольшие по численности группы славян-мусульман в Центральном Косове и в Северной Метохии — в окрестностях города Печ)[49][50].

Кроме того, в Южной Метохии живёт ряд славяно-мусульманских групп, так или иначе связывающих себя с босняками — прежде всего, это средчане и подгоряне, и отчасти горанцы. Язык этих групп представляет собой сочетание диалектных черт призренско-южноморавского и западномакедонского типа. В случае с горанскими говорами можно говорить о явной принадлежности к западномакедонскому диалекту. В переписях косовские славяне-мусульмане родным языком чаще всего называют боснийский (наряду с сербским и горанским), свой говор называют «нашенский», либо по месту распространения — «горанский», «сретечский», «жупский». На боснийском в Южной Метохии ведётся школьное обучение, проводятся службы в мечетях, ведутся радиопередачи.
В настоящее время среди босняков как в Боснии и Герцеговине, так и в Санджаке и Косове, формируется и распространяется особая литературная норма, известная под названием «боснийский язык». В Боснии и Герцеговине боснийский признан одним из трёх официальных языков наряду с сербским и хорватским. Также боснийский язык имеет официальный статус в некоторых регионах Сербии, главным образом в округах Рашка и Златибор, а также в Черногории и в частично признанной Республике Косово. При значительном сходстве указанных литературных норм тот или иной лингвоним (боснийский, хорватский, сербский) зачастую увязывается с национальной самоиндентификацией его носителя.
Боснийский язык отличается от прочих сербохорватских литературных стандартов следующими особенностями:
- сохранение или вторичное появление согласной фонемы /h/;
- более широкое распространение турцизмов и ориентализмов, чаще всего в форме, близкой к форме языка-источника заимствования;
- тенденция к уменьшению числа сербизмов и увеличению хорватских языковых форм и т. д.

В грамматике расхождения с сербским и хорватским литературными языками у боснийского языка отсутствуют.

## Этническая история
Территория Боснии и Герцеговины, на которой сформировалась основная часть босняцкого этноса, как и соседние территории современных Хорватии и Сербии, были в VI—VII веках заселены славянскими племенами. Вплоть до X века население большей части Боснии было язычниками, хотя в Герцеговине принятие христианства произошло довольно рано. В VIII—X вв. восточная часть современной Боснии и Герцеговины входила в Сербское княжество Властимировичей. Расположенные здесь области Захумье и Босния (между реками Босна и Дрина) были заселены сербскими племенами. После распада Сербского княжества в середине X века Босния стала самостоятельной. Для сохранения независимости правящим ею банам приходилось опираться на поддержку более сильных соседних государств — то на Венгрию, то на Сербию или Византию. Важнейшую роль в контактах с соседями при этом играла то католическая, то православная церковь. Две христианские церкви на территории Боснии и Герцеговины сложились в XII—XIV веках. Преимущественно католическими были север и центр Боснии, а южное княжество Хум (Герцеговина), в 1168—1326 годах входившее в состав Сербии, находилось в юрисдикции Сербской православной церкви и с 1219 года было подчинено непосредственно сербскому архиепископу. Кроме того, в Боснию охотно принимали бежавших из Болгарии сектантов-богомилов. По данным российского историка М. Мартыновой, в XII веке появился термин «бошняки». Затем наряду с ним жителей этого региона именовали «боснийцами».
В XV веке Босния вошла в состав Османской империи. Согласно законам турецких властей, мусульмане заняли более привилегированное положение в обществе: они платили меньше налогов, чем христиане (в числе прочего, дополнительными повинностями в военное время облагались в основном христиане), показания мусульман в случае судебных разбирательств считались более весомыми и т. п. Это стимулировало христианское население Боснии, и, в первую очередь, знать, стремившуюся сохранить власть и имущество, принимать ислам. Однако большинство боснийских сербов и хорватов остались христианами.

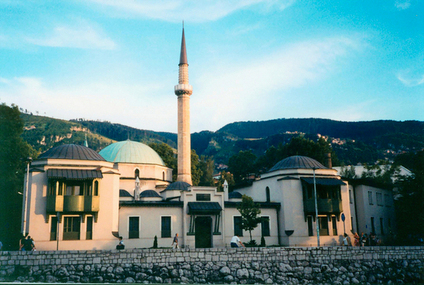
Царёва мечеть в Сараеве

В период османского владычества на Балканах наибольшее распространение ислам получил именно в Боснии и Герцеговине. Здесь соседствовали различные религиозные течения — православие и католицизм, богомильство, сложившаяся здесь своеобразная боснийская церковь, что создавало атмосферу религиозной терпимости и облегчало распространение ислама.
Со временем большие группы славян, прежде всего богомилы, которых раньше преследовала греческая православная церковь, а католики считали их еретиками, обратились в ислам относительно мирным путём. В ислам перешла некоторая часть аристократической элиты южных славян, стремившаяся сохранить своё имущество и господствующее положение в обществе. На рубеже 1520—1530 годов, по данным турецкого историка Омера Лютфи Баркана, в Боснийском санджаке население уже на 38,7 % составляли мусульмане. В Герцеговине, завоёванной турками только в 1482 году, исламизация шла менее активно.
Хотя основной частью современного боснийского этноса в большинстве своём стало местное славянское население, в него влились и неславянские компоненты. В течение всего периода османского правления на территорию южнославянских земель из Турции переселялись чиновники, духовенство, ремесленники, прежде всего в города. Это были не только турки, но и арабы, курды, выходцы с Кавказа и другие народы. Сохраняя свою религию и обычаи, переселенцы довольно быстро переходили на южнославянские диалекты. Кроме того, начиная с XVII века, по мере освобождения земель от турецких захватчиков, мусульманское население из Венгрии, Славонии, Далмации, Сербии и других территорий переселялось в Боснию и Герцеговину. Только в 1863 году из Сербии в Боснию бежало до 20 тысяч мусульман. Оккупация Боснии и Герцеговины в 1878 году Австро-Венгрией привела к значительному оттоку босняков в Турцию, на территорию Малой Азии.

## Традиционная одежда

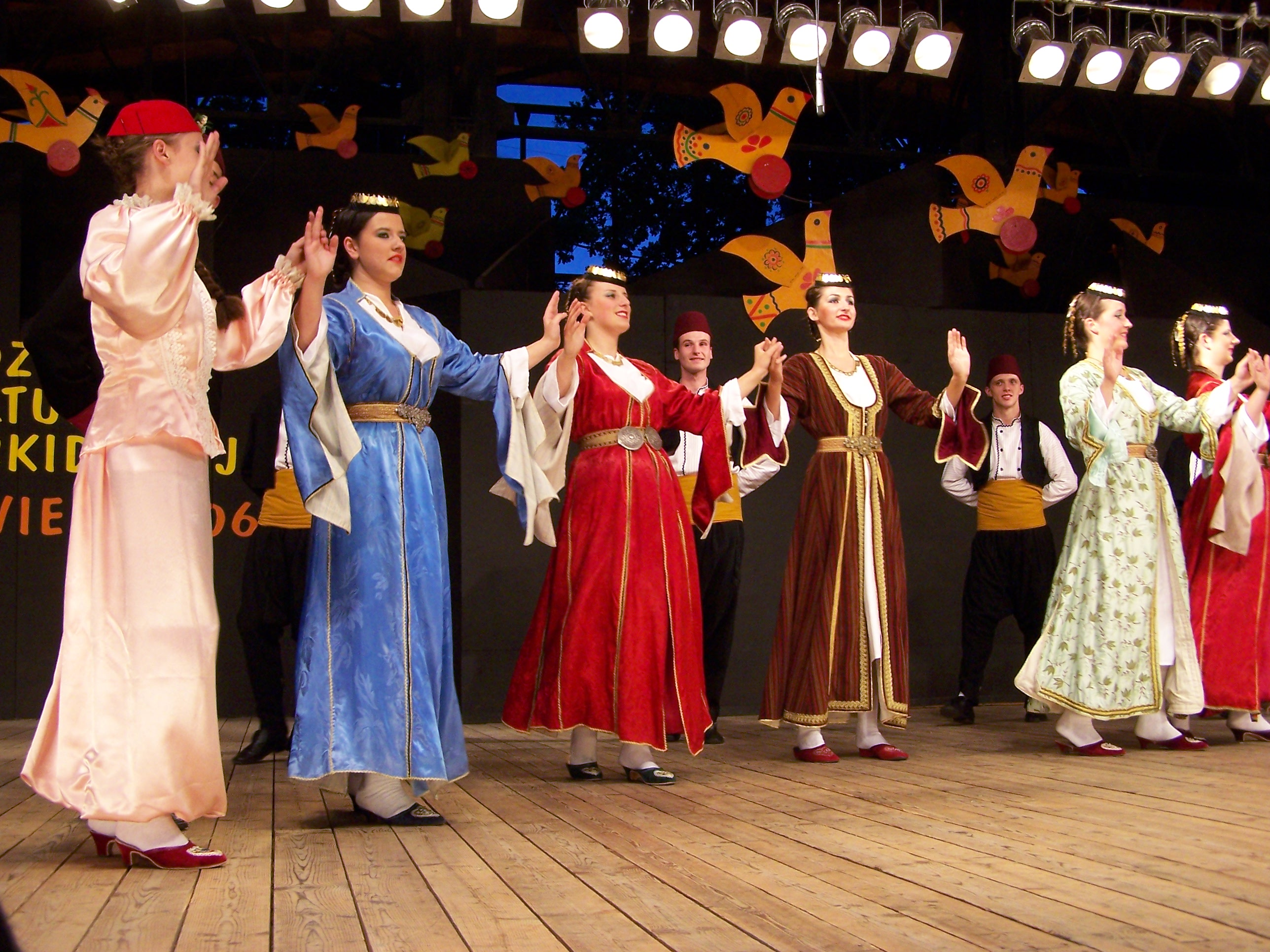
Участники фольклорного коллектива босняков в народных костюмах

Основные составляющие традиционной одежды босняков и его покрой сохранились такими же, какими они представлены у соседних с босняками групп сербов и хорватов. В то же время в боснийской одежде прослеживается и турецкое влияние. Восточные особенности в традиционном костюме отмечаются при этом не только среди босняков.
Мусульманская одежда, такая как фески или шаровары, распространялась в южнославянских землях и среди христианского населения, вплоть до того, что христианки в городах стали закрывать лицо при выходе на улицу (данный обычай у части христиан боснийских городов сохранялся до рубежа XIX—XX веков). Ношение чадры или паранджи (босн. zar) боснийскими мусульманками соблюдалось главным образом в городах, прежде всего, в знатных семьях. В сёлах, а особенно в сёлах горной местности, женщины редко закрывали лицо. Вместо паранджи сельские женщины-мусульманки закрывали лицо платком (босн. bošča), носившимся на голове. В горных районах Боснии и Герцеговины как христианки, так и мусульманки, носили длинную рубаху (босн. кошуља), передник (босн. pregača), широкие шаровары (димије; христианки носили чёрные шаровары, в то время как незамужние мусульманки — пастельных цветов, таких как розовый или зелёный; замужние, в свою очередь носили шаровары более тёмных цветов: бордового, тёмно-зелёного или фиолетового), безрукавки: елек, идентичный мужской безрукавке и ечерма с широким вырезом и доходящая до низа груди (босн. ječerma); жакет-либаду из бархата тёмных цветов (босн. libade), и кафтаны-антерии (антерија) с длинными рукавами и широким вырезом, надевавшиеся на платье (босн. haljina) или рубаху с шароварами.
Одинаков был и мужской костюм, в который входили рубаха, безрукавка-фермен (босн. fermen), суконные штаны тёмных цветов с широким задом (босн. čakšire), различные куртки, широкий тканый пояс (у военных также был широкий кожаный пояс со множеством карманов, куда клали оружие и аммуницию (босн. bensilah), а также фески (босн. fes), обмотанные чалмой. Женские фески (босн. fesić) были ниже мужских, мусульманки покрывали их платками (босн. šamije), а незамужние христианки зачастую носили фески на голую голову. Богатые мусульманки носили фески, украшенные металлической вставкой и бисером (босн. tepeluk). Незначительные отличия касались лишь материала, покроя и цвета элементов традиционного костюма. Небогатые люди носили одежду из шерсти и сукна, а богачи — из шёлка, атласа, бархата и сатина.
Обувью селянам служили опанки — постолы из телячьей кожи, горожане носили сапоги (босн. čizme) и туфли (босн. cipele, firale, женщины носили тканые туфельки терлуке (босн. terluke), украшавшиеся вышивкой, бисером или кисточками), дома носили тапочки (босн. papuče), а мужчины — также и кожаные полусапожки местве (босн. mestve) с плоской подошвой. В хаммаме и во дворе у женской половины дома женщины носили нануле — деревянные сандалии с двумя высокими каблуками.
Народная одежда босняков, как и одежда сербов и хорватов, сохранялась до середины XX века и то, только в сельской местности. В настоящее время городская одежда вытеснила народную, исчезли также и какие-либо конфессиональные различия в одежде.

## Традиционное жилище
Традиционные дома босняков в значительной степени сходны с домами сербов и хорватов, практически никаких отличий нет в жилище христиан и мусульман в Герцеговине, в горной Боснии и в горном Санджаке. В период Османской империи дома христиан были меньше по высоте и по размеру, что было связано с целью избежать дополнительного налогообложения.
В то же время планировка и внутреннее убранство в домах босняков в прошлом имели некоторые отличия. Был распространён обычай деления дома на мужскую и женскую половины, планировки закрытых двориков. В интерьере домов отмечались низкая мебель, ковры, нарядная посуда, места для омовений в спальнях.

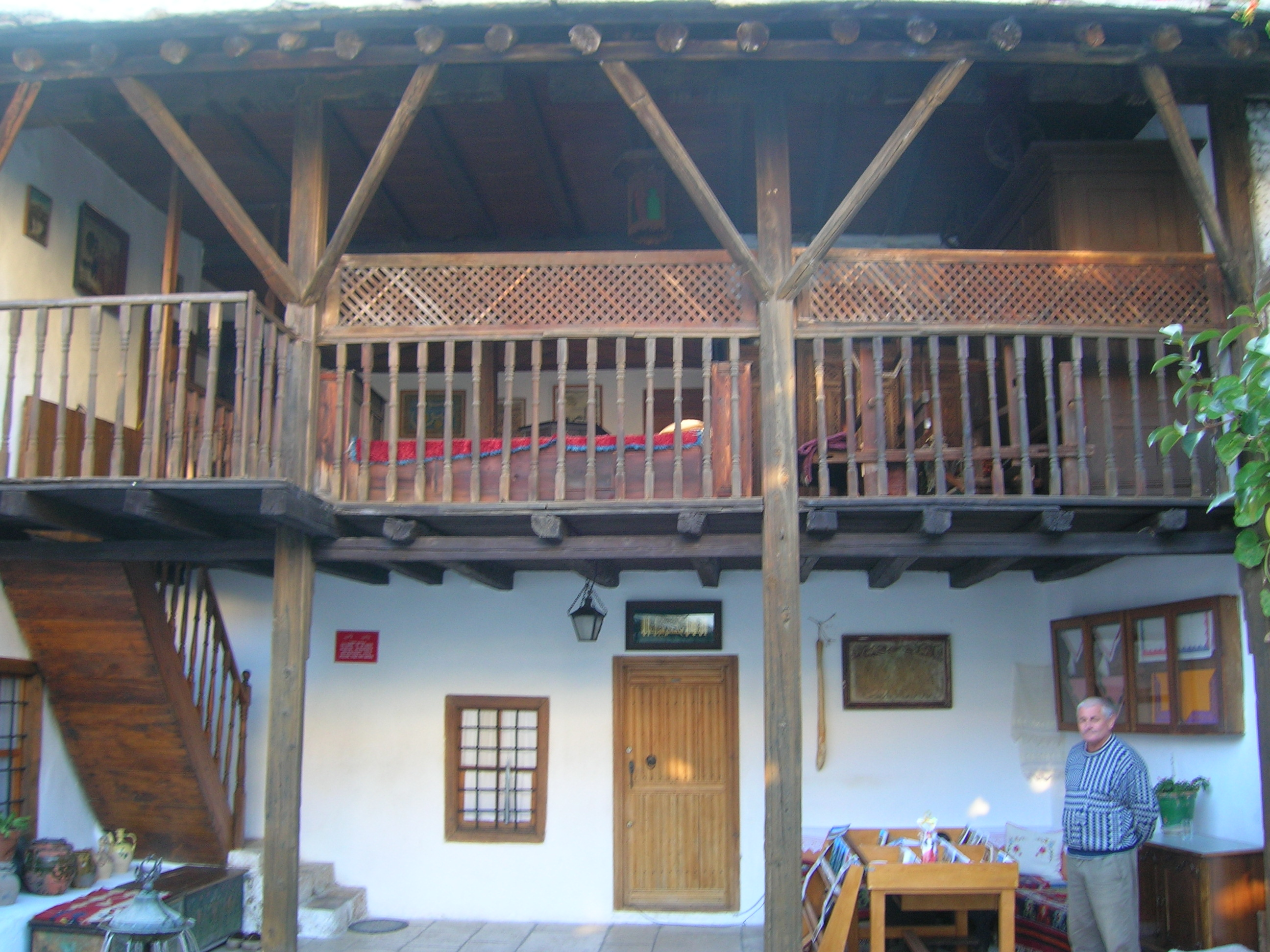
Боснякский дом в Мостаре
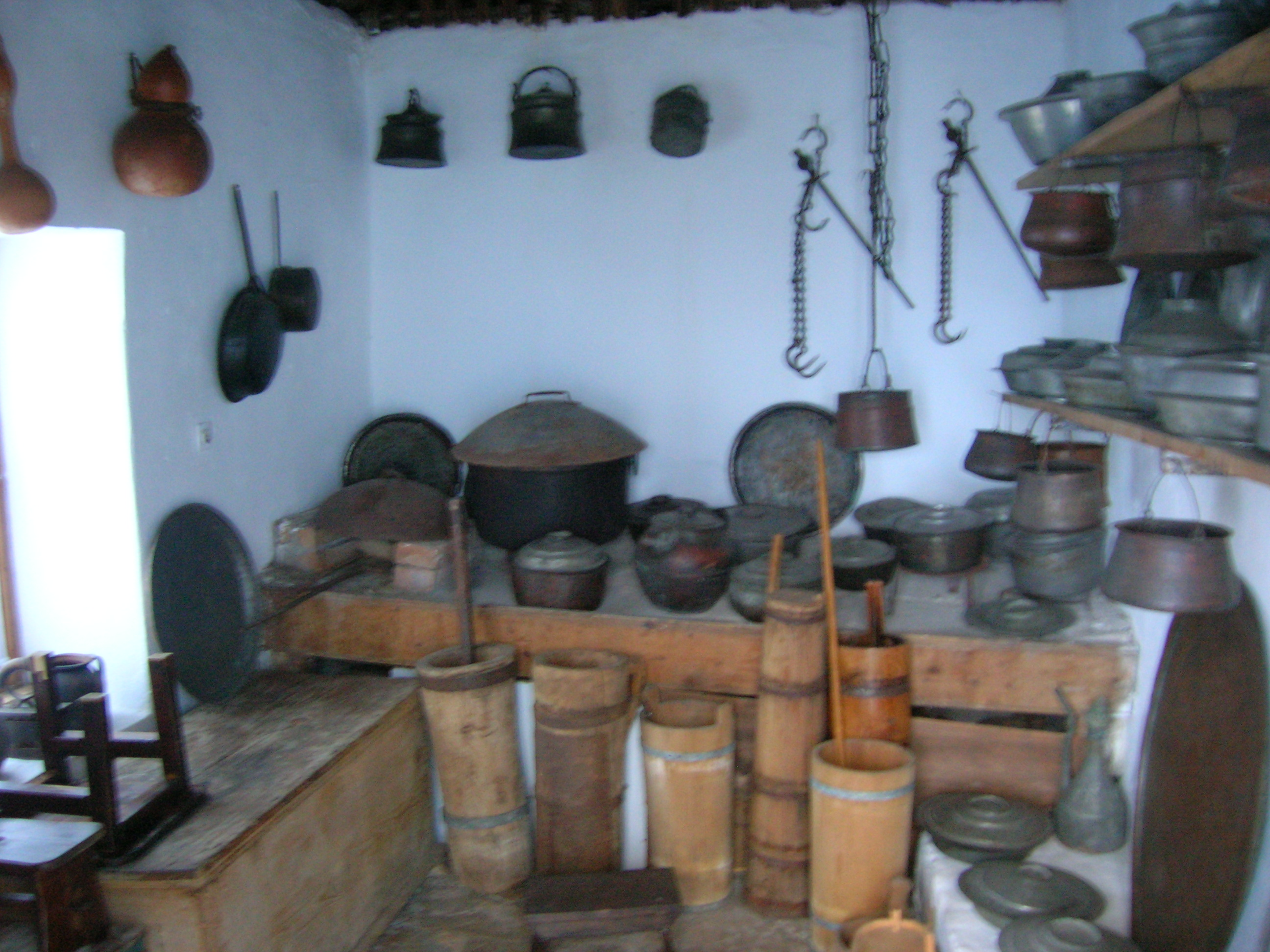
Кухня в боснякском доме
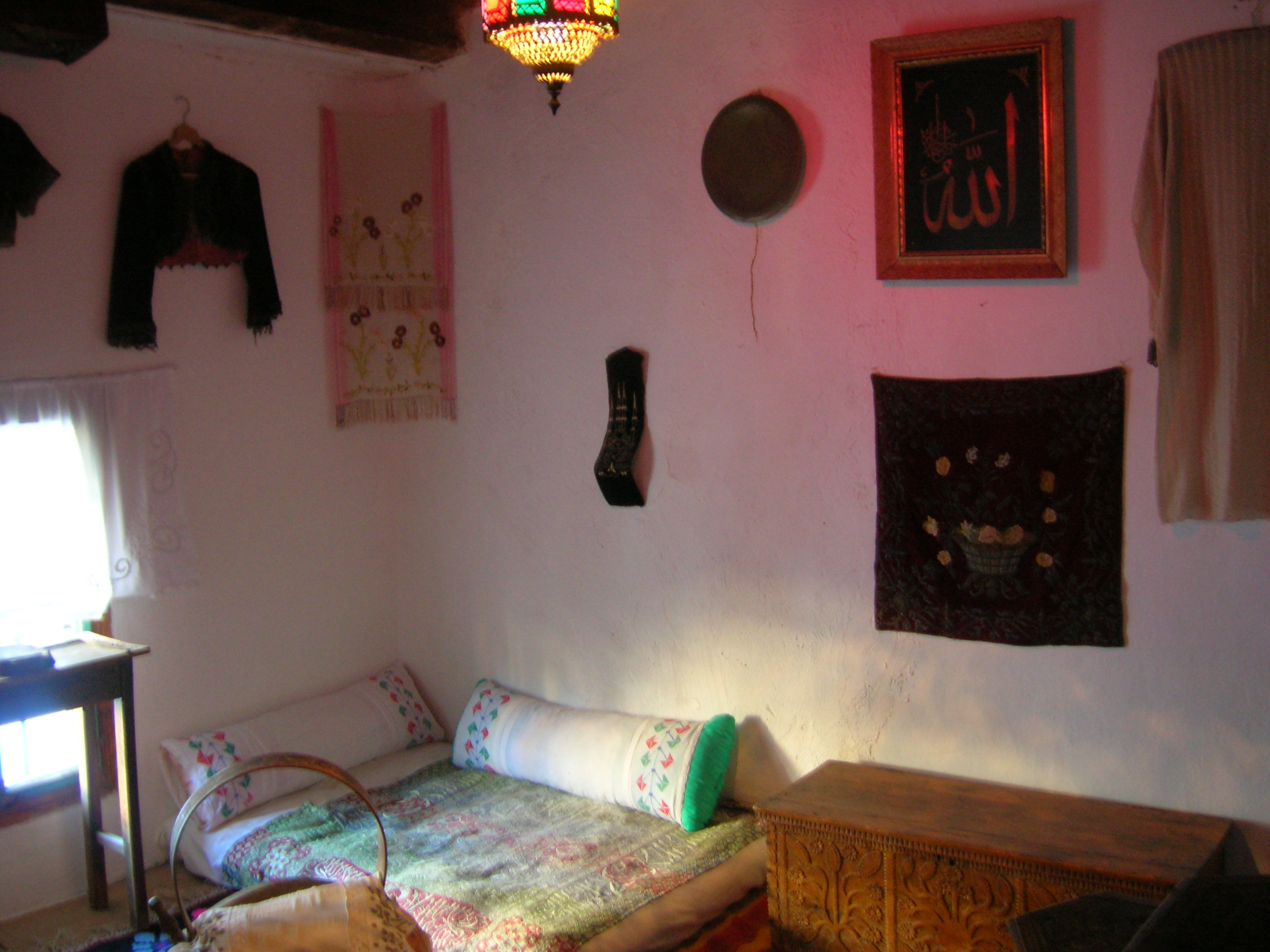
Спальня в боснякском доме
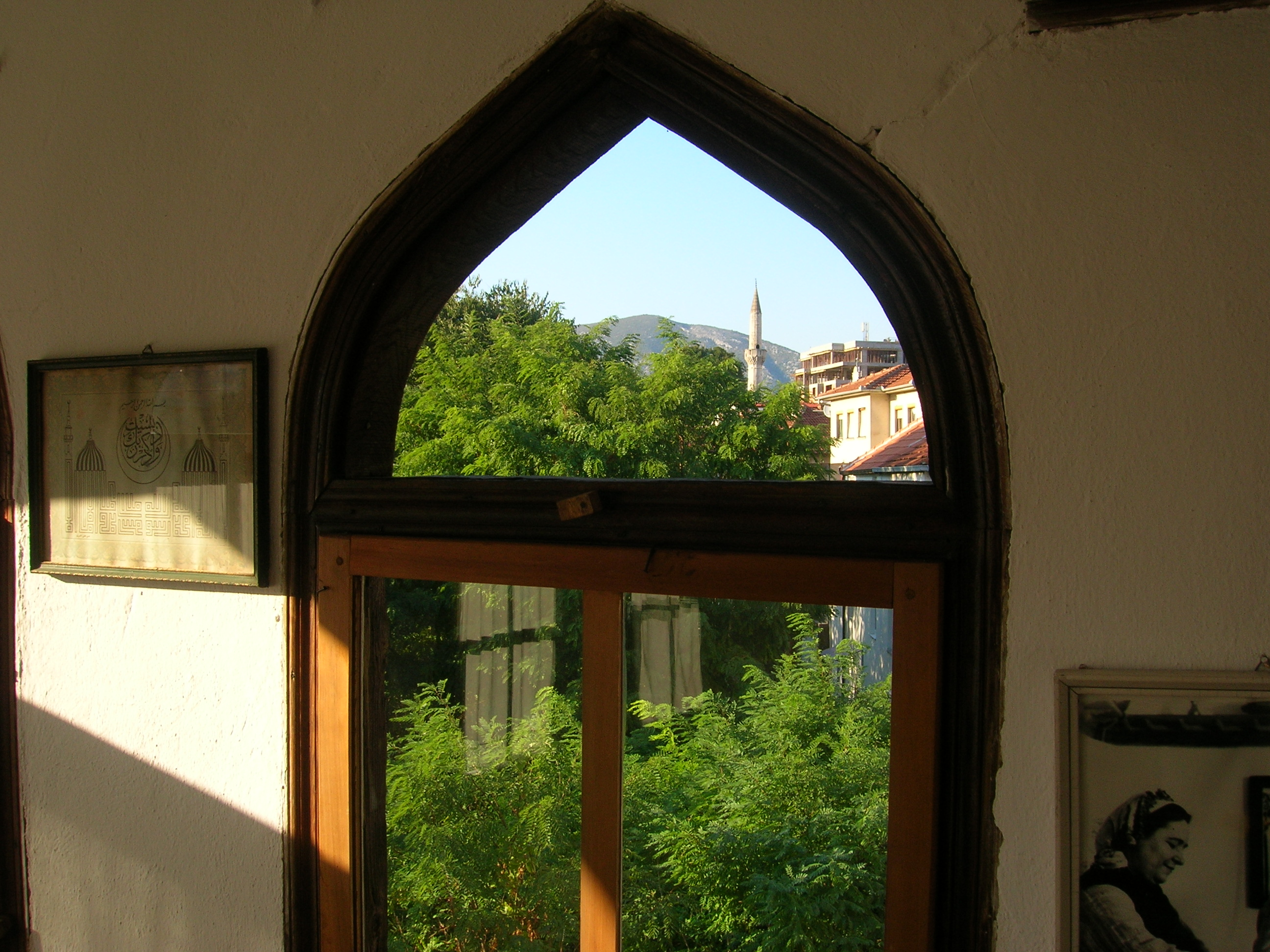
Вид из боснякского дома